# Glochidion saccocarpum
Glochidion saccocarpum är en emblikaväxtart som beskrevs av Airy Shaw. Glochidion saccocarpum ingår i släktet Glochidion och familjen emblikaväxter. Inga underarter finns listade i Catalogue of Life.